# عنف ديني

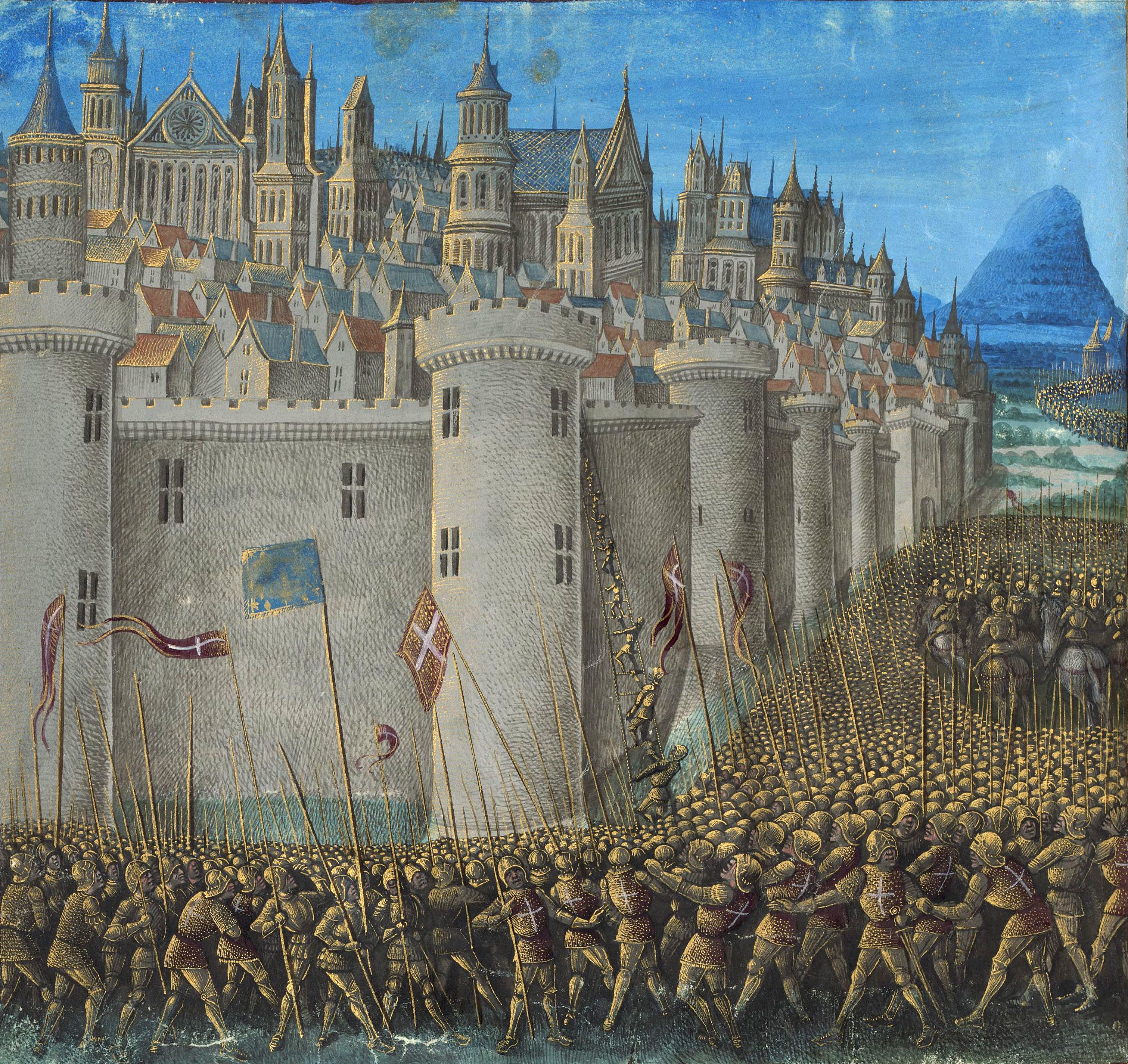
كانت الحملات الصليبية سلسلة من الحملات العسكرية بين أوروبا الكاثوليكية الرومانية وبين المسلمين. تظهر هنا معركة ضمن الحملة الصليبية الأولى.

العنف الديني هو المصطلح الذي يشمل الظواهر حيث يكون الدين هو موضوع للسلوك العنيف. العنف الديني، وتحديدا، العنف المفتعل أوالناتج عن رد فعل على التعاليم، والنصوص، أو مذاهب الدينية. وهذا يشمل العنف ضد المؤسسات الدينية، والأشخاص، والأشياء، أو عندما تكون دوافع العنف إلى حد ما من قبل بعض الجوانب الدينية للوصول لهدف أو مبدأ من مبادئ المهاجم. العنف الديني لا يشير حصرا إلى الأفعال التي ارتكبتها الجماعات الدينية، بل يشمل أيضا الأفعال التي ارتكبتها الجماعات العلمانية ضد الجماعات الدينية.
العنف الديني، مثل كل أعمال العنف، هي عملية جوهرها ثقافي معانيها تعتمدعلى هذا السياق. العنف الديني في كثير من الأحيان يميل إلى التركيز بشكل كبير على الجانب الرمزي للفعل. العنف الديني هو في المقام الأول من اختصاص ممثل للأفعال العنيفة، ويمكن التمييز بين أشكال الفردية والجماعية من العنف. عموما، يرتكب العنف الديني لأسباب عديدة وعموما واحد فقط من العوامل المساهمة الاجتماعية والسياسية التي تؤدي إلى الاضطرابات.
«الدين» هو مفهوم غربي حديث ومعقد وإشكالي، وعلى الرغم من عدم وجود إجماع علمي حول ماهية الدين. يُنظر إلى الدين باعتباره مجرد فكرة مجردة تنطوي على معتقدات ومذاهب وأماكن مقدسة، ويشكل الارتباط بين العقيدة الدينية والسلوك إشكالية. أظهرت عقود من الأبحاث في علم الإنسان وعلم الاجتماع وعلم النفس، أن السلوكيات التي تُتبع بشكل مباشر من المعتقدات والقيم الدينية تكون خاطئة، لأن الأفكار الدينية للناس مجزأة وغير مترابطة بشكل مُحكم وتعتمد على السياق، مثلما هو الحال في كافة مجالات الثقافة والحياة الأخرى. يكون من النادر بشكل عام أن تشجع الأديان والأنظمة الأخلاقية والمجتمعات على العنف باعتباره غاية في حد ذاتها، لأن العنف أمر غير مرغوب به عالميًا، ويوجد في الوقت نفسه توترًا عالميًا يتخلل جميع الثقافات بين الرغبة العامة في تجنب العنف وقبول الاستخدامات المبررة له بهدف منع «شر أعظم».
يعد العنف الديني مثل جميع أشكال العنف عملية ثقافية معتمدة على السياق ومعقدة للغاية. تؤدي المبالغة في تبسيط «الدين» و«العنف» غالبًا إلى فهم مضلل للأسباب التي تجعل بعض الأشخاص يرتكبون أعمال عنف، بينما لا يرتكب غيرهم من الناس مثل هذه الأفعال في المقام الأول. يُرتكب العنف لمجموعة واسعة من الأسباب الأيديولوجية، ولا يشكل الدين بشكل عام سوى أحد العوامل الاجتماعية والسياسية العديدة التي يمكن أن تؤدي إلى الاضطرابات. تستنتج الدراسات التي تتناول حالات العنف الديني المفترضة، أن العداوات العرقية تحرك العنف بقوة وليس الآراء الدينية العالمية. شكك الباحثون مؤخرًا في مفهوم «العنف الديني» نفسه وإلى أي مدى يمكن للجوانب الدينية أو السياسية أو الاقتصادية أو الإثنية للصراع أن تحمل معنىً.
يلاحظ البعض أن مفهوم «الدين» هو اختراع حديث في حد ذاته، وليس شيئًا تاريخيًا أو عالميًا عبر الثقافات، مما يجعل «العنف الديني» خرافة حديثة، وبما أن جميع حالات العنف تشكل أبعادًا اجتماعية وسياسية واقتصادية، فلا يوجد اتفاق في الآراء بشأن تعاريف «الدين» ولا في سبيل عزل «الدين» عن باقي الأبعاد التحفيزية الأكثر احتمالًا، وبالتالي يكون من الخطأ تصنيف أي حدث عنيف على أنه «ديني». يتبين أن الدافع الكامن وراء جميع أعمال العنف الديني المفترضة مثل حرب الثلاثين عامًا وحروب الدين الفرنسية والنزاع البروتستانتي الكاثوليكي في إيرلندا والحرب الأهلية السريلانكية والهجمات الإرهابية في 9 أيلول وغيرها، والحرب البوسنية والحرب الأهلية الرواندية، هو القضايا الاجتماعية والسياسية والاقتصادية في المقام الأول وليس الدين.

## تاريخ مفهوم الدين
الدين هو مفهوم غربي حديث. لم يُستخدم المفهوم المجزأ للدين، الذي كانت الأشياء الدينية فيه منفصلة عن الأشياء الدنيوية قبل القرن السادس عشر. علاوة على ذلك، لا توجد مفاهيم متوازية في العديد من الثقافات، وليس هنالك مصطلح مكافئ «للدين» بعدة لغات. يجد الباحثون صعوبة في وضع تعريف ثابت له، مع تخلي البعض عن إمكانية وضع تعريف ورفض البعض الآخر للمصطلح بالكامل، بينما هنالك مجموعة أخرى تجادل بأنه غير مناسب للتطبيق على الثقافات غير الغربية بغض النظر عن تعريفه.
ينطوي المفهوم الحديث «للدين» باعتباره فكرة مجردة على مجموعات متميزة من المعتقدات أو المذاهب، وهو اختراع حديث في اللغة الإنجليزية منذ بدأ استخدامه في نصوص من القرن السابع عشر، بسبب انقسام العالم المسيحي خلال الإصلاح البروتستانتي والاستعمار الأكثر انتشارًا أو خلال العولمة في عصر الاستكشاف الذي تضمن التواصل مع العديد من الثقافات الأجنبية والسكان الأصليين باللغات غير الأوروبية.
لم تمتلك النصوص المقدسة القديمة مثل الكتاب المقدس والقرآن مفهومًا للدين بلغاتها الأصلية، وكذلك بالنسبة لمؤلفيها أو للثقافات التي ينتمون لها. ظهرت لأول مرة في القرن التاسع عشر مصطلحات «البوذية» و«الهندوسية» و«الطاوية» و«الكونفوشية».
لا يوجد مصطلح في اللغة العبرية يقابل «الدين» بشكل دقيق، إذ لا تميز اليهودية بوضوح بين الهويات الدينية أو القومية أو العرقية أو الأثنية.

## تعريف العنف
يعتبر تعريف العنف أمرًا صعبًا لأن هذا المصطلح عبارة عن «مفهوم كثيف»، إذ ينطوي بشكل واسع على عناصر وصفية وتقييمية تتراوح بين إلحاق الضرر بالأشياء غير البشرية إلى الضرر الذاتي بالبشر. يستشهد رالف تانر بتعريف العنف في قاموس أكسفورد الإنجليزي والذي هو «أبعد بكثير من (التسبب) بالألم وسفك الدماء»، ويجادل بأنه على الرغم من أن العنف يشمل بشكل واضح الضرر الذي يلحق بالأشخاص أو الممتلكات، فإنه يتضمن أيضًا «التدخل القسري في الحرية الشخصية أو السلوك العنيف أو (اللغة) وأخيرًا العاطفة أو الغضب». على نحو مماثل كتب أبهيجيت ناياك:
«يمكن تعريف كلمة (عنف) لتمتد إلى أبعد من الألم وسفك الدماء، إذ تحمل هذه الكلمة معنى القوة البدنية واللغة العنيفة والغضب، والأهم من ذلك التدخل القسري».
بينما كتب تيرنس فريتهايم:
«بالنسبة للعديد من الناس، ... يعتبر العنف البدني وحده عنفًا، ولكن من المؤكد أن العنف هو أكثر من مجرد قتل الناس، إذ قد يتضمن العنف كلمات وأفعال تقتل الناس ببطء. يتلخص التأثير المترتب على تقييد منظور «مجالات القتل»، في الإهمال واسع النطاق للعديد من أشكال العنف الأخرى. يجب أن نصر على أن العنف يشير أيضًا إلى العنف الذي يعتبر مدمرًا نفسيًا، ويحط من شأن الآخرين أو يلحق بهم الضرر أو يقتنص من أهميتهم. يمكن تعريف العنف في ضوء هذه الاعتبارات على النحو التالي: هو أي عمل لفظي أو غير لفظي، شفهي أو كتابي، جسدي أو نفسي، نشط أو سلبي، عام أو خاص، فردي أو مؤسساتي أو اجتماعي، بشري أو إلهي مهما بلغت درجة شدته، يؤدي إلى إساءة الاستخدام أو الانتهاك أو الإصابة أو القتل. توجد أكثر أشكال العنف انتشارًا وخطرًا متخفية عن الأنظار (ضد النساء والأطفال بشكل خاص)، تحت السطح مباشرة وفي العديد من منازلنا وكنائسنا ومجتمعاتنا، حيث هنالك من يمارس الاستغلال بالقدر الكافي لتجميد الدم. علاوة على ذلك، كثيرًا ما تفلت أشكال عديدة من العنف النظامي من انتباهنا لأنها تشكل جزءًا كبيرًا من البنية الأساسية للحياة مثل العنصرية والتحيز الجنسي والتفرقة العمرية».

## العلاقات بين الدين والعنف
يصف تشارلز سيلينغوت عبارة «الدين والعنف» على أنها عبارة «متناقضة» مؤكدًا بأنه «قد ساد الاعتقاد بأن الدين يعارض العنف وأنه قوة للسلام والمصالحة، لكنه يعترف بأن «تاريخ الأديان في العالم يحكي قصصًا عن العنف والحرب، حتى أثناء تحدثه عن السلام والحب».
ناقش عدد من العلماء بحسب ما جاء به ماثيو رولي، ثلاثمائة من الأسباب المساهمة في العنف الديني، لكنه يلاحظ أن «العنف باسم الله ظاهرة معقدة وأن التبسيط المفرط يعرض السلام للخطر لأنه يحجب الكثير من العوامل السببية». يشير ماثيو رولي في مقال آخر إلى 15 طريقة لمعالجة تعقيد العنف هذا، سواء كان علمانيًا أو دينيًا على حد سواء، ويلاحظ بأن الروايات العلمانية للعنف الديني تميل إلى أن تكون خاطئة أو مبالغ فيها بسبب التبسيط الزائد للدينيين ومعتقداتهم وتفكيرهم في انقسامات مزيفة وتجاهل الأسباب العلمانية المعقدة «للعنف الديني» المفترض، ويلاحظ أيضًا عند مناقشة العنف الديني، أنه ينبغي للمرء أن ملاحظة أن الغالبية العظمى من المتدينين لا يستلهمون الانخراط في العنف.
يصف رالف تانر على نحو مماثل تركيبة الدين والعنف بأنها «غير مريحة»، مؤكدًا على أن المفكرين المتدينين يتجنبون بشكل عام التلازم بين الاثنين ويتجادلون فيما إذا كان العنف الديني «صالحًا باستثناء ظروف معينة تكون دائمًا أحادية الجانب».
يجادل مايكل جيريسون بأن المنح الدراسية عن الدين والعنف تتغاضى أحيانًا عن الديانات غير الإبراهيمية، ويوفر هذا الميل مشاكل كبيرة، منها دعم الجمعيات الخاطئة، فهو يجد على سبيل المثال، نمطًا عالميًا مستمرًا لاعتبار الأديان مثل الإسلام سببًا للعنف وغيرهم مثل البوذية تفسيرًا للسلام.